# Rosamund Kwan
Rosamund Kwan, o Rosamund Kwan Chi-lam (cinese semplificato: 关之琳;cinese tradizionale: 關之琳), pseudonimo di Guan Ga Wei (cinese tradizionale: 關家慧), soprannominata nell'ambiente cinematografico cinese Gigi (之之) (Hong Kong, 24 settembre 1962), è un'attrice cinese.

## Biografia
Figlia di Kwan Shan, star dei Fratelli Shaw, e dell'attrice Cheung Bing Sai, Rosamund Kwan, nonostante abbia ricoperto soprattutto moltissimi ruoli drammatici nella sua carriera, è conosciuta all'estero maggiormente per i suoi ruoli in film d'azione.
Ha debuttato nella soap opera della ATV Agency 24, ma il suo esordio nel cinema è stato in The Head Hunter nel 1982, a fianco di Chow Yun-Fat.
Con Jackie Chan ha girato film quali Bambole e botte nel 1985, Armour of God nel 1986 e Project A II - Operazione pirati 2 nel 1987;  con Jet Li ha invece preso parte a Swordsman II nel 1992, a Dr. Wai nel 1996 e soprattutto alla saga di Once Upon a Time in China.
Ha preso parte a più di 62 produzioni e nel 1992 è stata nominata agli Hong Kong Film Awards come miglior attrice non protagonista per This Thing Called Love, con Tony Leung Ka-Fai e Cecilia Yip.
Sebbene il suo ultimo ruolo sia stato in Hands in the Air nel 2004, ha annunciato il suo ritiro dal mondo della recitazione nel 2007.

## Vita privata
Rosamund Kwan si è sposata per la prima volta con il magnate dei servizi finanziari Chris Wong Kwok Sing nel 1981; il matrimonio è durato solo nove mesi, i due si sono infatti separati nel 1982. La Kwan ha successivamente sposato l'uomo d'affari taiwanese Pierre Chen nel 2014. Hanno divorziato nel 2015;  c'è comunque chi ha dubitato sul loro effettivo matrimonio legale.

## Filmografia parziale
- The Head Hunter, regia di Lau Shing-hon (1982)
- Ching wa wong ji, regia di Jing Wong (1984)
- Bambole e botte (Xia ri fu xing), regia di Sammo Hung (1985)
- Armour of God, regia di Jackie Chan (1987)
- Project A II - Operazione pirati 2, regia di Jackie Chan (1987)
- Undeclared War, regia di Ringo Lam (1990)
- Once Upon a Time in China, regia di Tsui Hark (1991)
- Swordsman II, regia di Ching Siu-tung (1992)
- Once Upon a Time in China II, regia di Tsui Hark (1992)
- Once Upon a Time in China III, regia di Tsui Hark (1993)
- L'ultimo combattimento di Wong (Once Upon a Time in China V), regia di Tsui Hark (1995)
- Dr. Wai, regia di Siu-Tung Ching (1996)
- Once Upon a Time in China and America, regia di Sammo Hung (1997)
- Un funerale dell'altro mondo (大腕S, DawanP), regia di Feng Xiaogang (2001)
- Mighty Baby, regia di Chan Hing-Ka e Patrick Leung (2002)